# Radiotélégraphiste de station côtière
Pour les articles homonymes, voir Radiotélégraphiste.
 (juillet 2010).

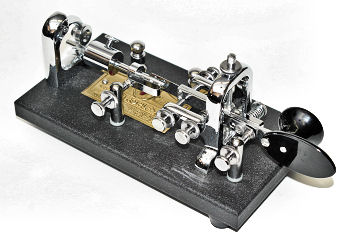
Manipulateur radiotélégraphique Vibroplex à grande vitesse (30 mots par minute)

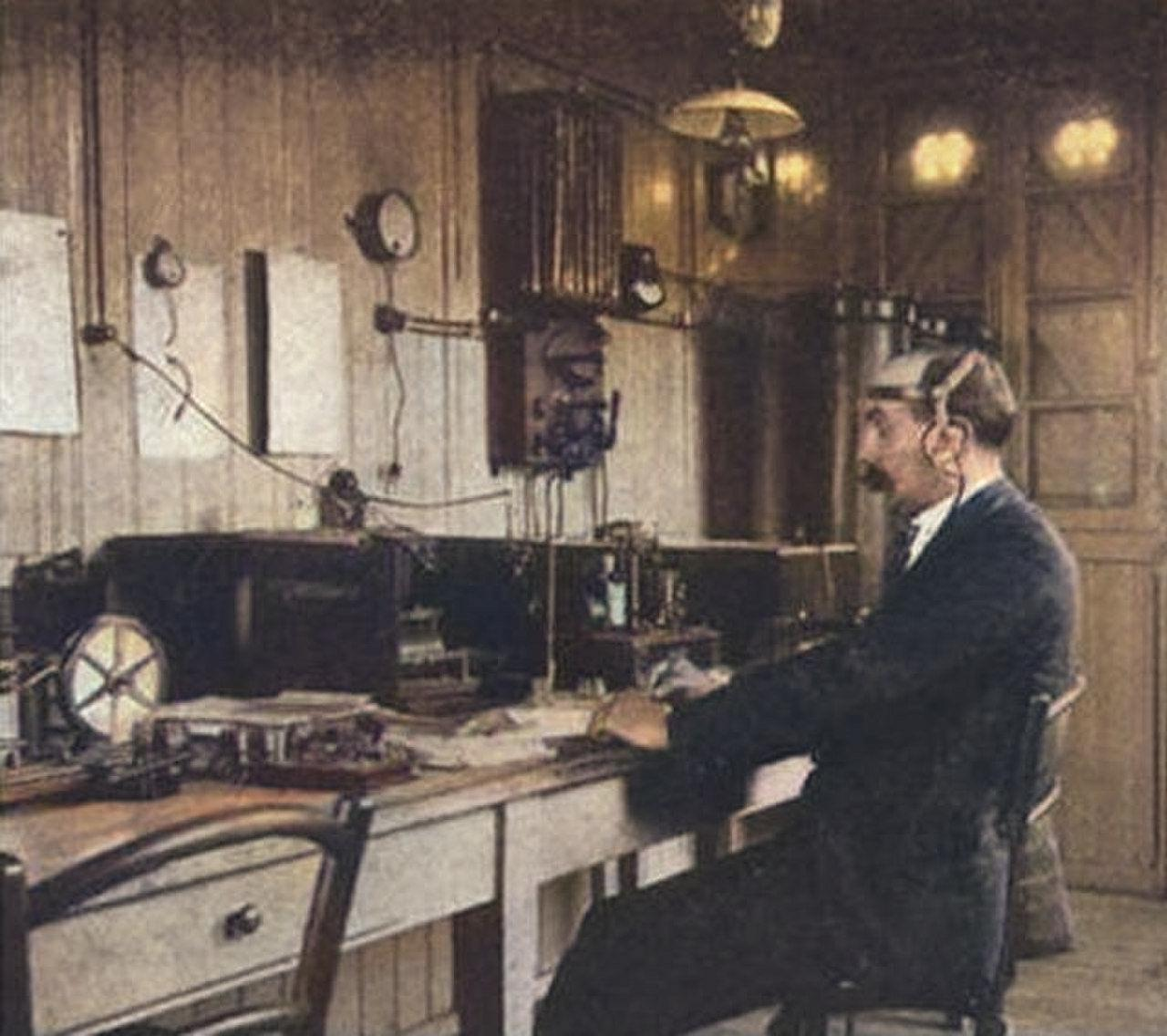
Ouessant TSF en 1904.

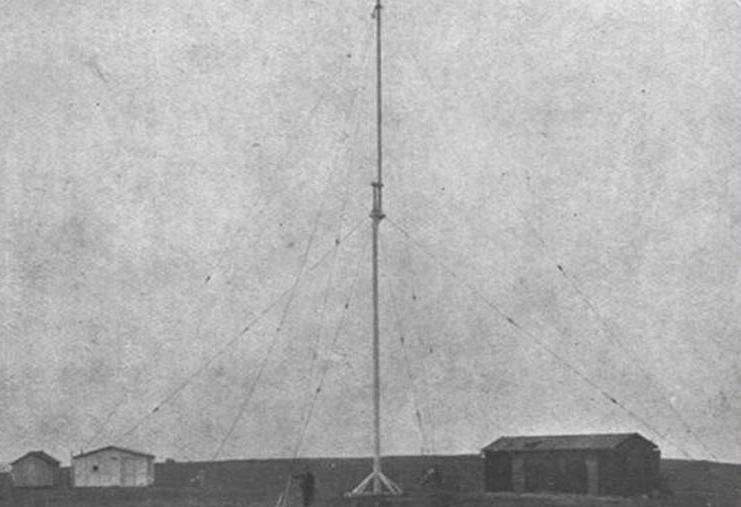
Antenne de la station Ouessant TSF en 1904.

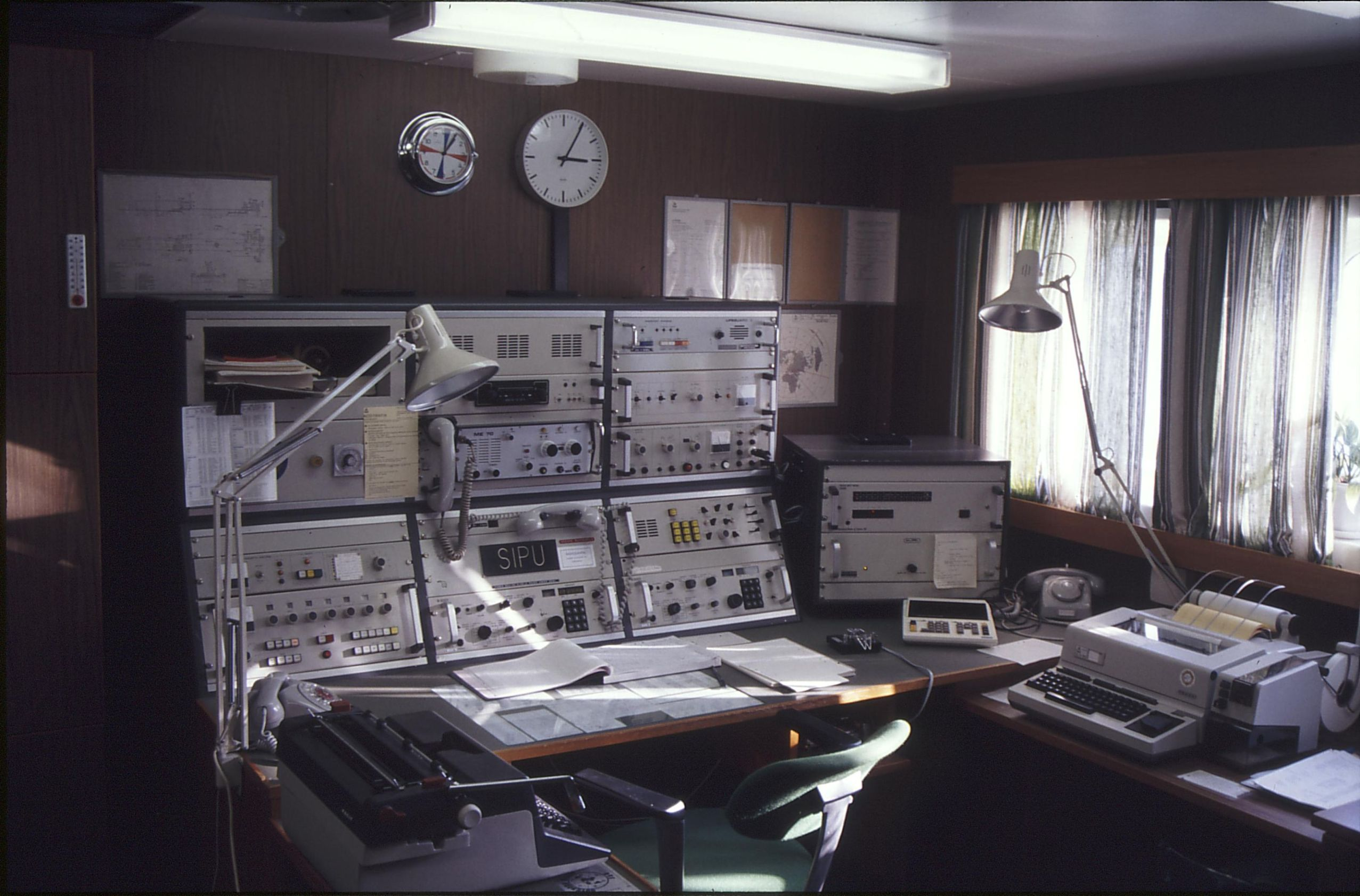
Station radiotélégraphique à bord du PCTC Madame Butterfly de Wallenius Lines, indicatif SIPU (1986).

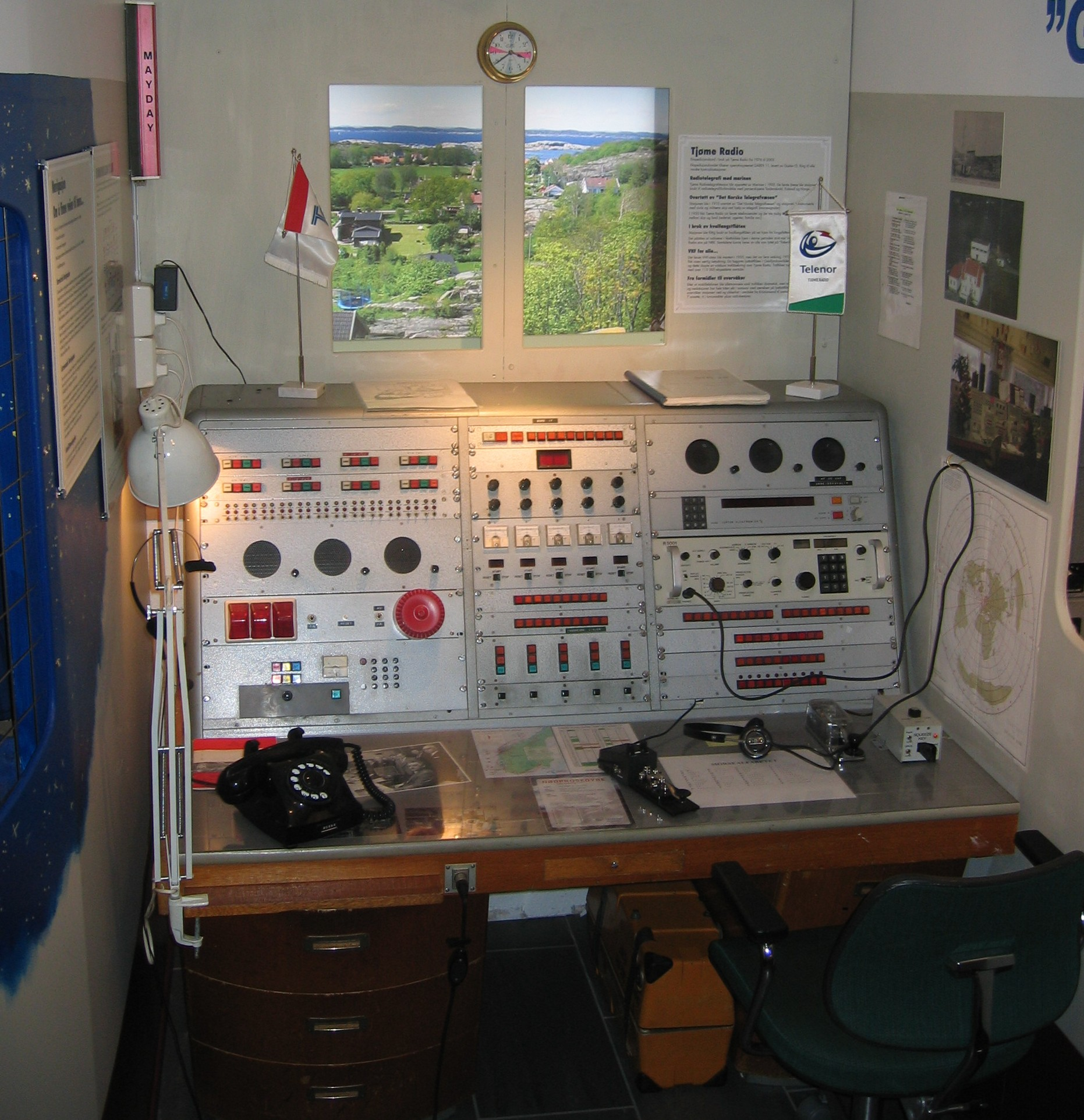
Station radiotélégraphique sur l'île de Tjøme (2008).

L'ancien métier de radiotélégraphiste de station côtière remonte au début du XXe siècle à une époque où les aéronefs et les navires communiquait en radiotélégraphie.
En France, ce métier de radiotélégraphiste de station côtière créé en 1904 a cessé partiellement en 1997 et totalement en 1999.

## L’Opérateur radiotélégraphiste
L’Opérateur radiotélégraphiste était là pour :

## Communications avec lesnavires
- Établir les communications publiques.
- Établir les communications d’opérations portuaires.
- Établir les communications nautiques.
- Établir les communications de détresse.
- Établir les communications des messages familiaux.
- Établir les communications pour l'approvisionnement.

## Communications avec lesaéronefs
La radiotélégraphie dans les bandes aéronautiques était un moyen qui permettait aux pilotes et au personnel des stations au sol de communiquer entre eux.
- Établir les communications publiques.
- Établir les communications aéronef-sol.
- Établir les communications aéronautiques.
- Établir les communications de détresse.
- Établir les communications des messages familiaux.
- Établir les communications pour l'approvisionnement.

## Certificat de radiotélégraphiste
Dans le cadre du SMDSM de 1999, la France interrompt définitivement l'emploi de la radiotélégraphie morse dans les bandes marines depuis les stations françaises.
Depuis ce 31 janvier 1997, il n’y a plus de radiotélégraphiste présent dans les navires sous pavillon français.
Alors le 31 janvier 1997, la fonction de radiotélégraphiste de station côtière se limite à la veille de détresse sur 500 kHz (maritime et aéronautique).
Puis, dans le cadre du SMDSM de 1999, la fonction de radiotélégraphiste de station côtière disparaît alors le 31 janvier 1999.
Il était nécessaire de posséder un des certificats suivants :
- certificat général d’opérateur des radiocommunications
- certificat d’opérateur radiotélégraphiste de première classe
- certificat d’opérateur radiotélégraphiste de deuxième classe
- certificat spécial d’opérateur radiotélégraphiste.

## Quelques dates
En France :
- En 1903 : la station Ouessant TSF créé par Camille Tissot effectue des liaisons radiotélégraphiques avec la Marine nationale de Brest.
- En 1904 : la station Ouessant TSF FFU (depuis le Stiff), effectue des liaisons[3] sur 500 kHz avec une flotte de 80 paquebots.
- En 1906 : conférence de Berlin de 1906 pour la radiotélégraphie morse sur la fréquence 500 kHz des 600 mètres
- En 1906 : Convention de Genève pour le sort des blessés, des malades et des naufragés des forces armées sur mer.
- En 1908 : le 1er juillet, le signal SOS entre en vigueur à la place du signal CQD.
- En 1911 : la station Boulogne TSF FFB effectue des liaisons radiotélégraphiques sur 500 kHz.
- En 1912 : obligation d'une station radiotélégraphique présente dans tous les paquebots.
- En 1913: arrivée d’amplificateur micro téléphonique dont Graham Bell posa le principe.
- En 1913 : la station FFU du Stiff est définitivement détruite (surtension). La station FFU de Lampaul assure seule les transmissions.
- En 1914 : 50 navires de pêche français sont pourvus en radiotélégraphie morse avec un Émetteur à ondes amorties et un poste à galène.
- En 1915: Dans les stations, l'amplificateur micro téléphonique est progressivement supplanté par l'amplificateur audio à lampes électroniques (en forme de grosses boules) pour le casque audio et le haut-parleur.
- En 1919 : la station Marseille TSF FFM effectue des liaisons radiotélégraphiques sur 500 kHz.
- En 1920 : arrivée dans les stations d’émetteurs et de récepteurs à tube électronique fonctionnant sur 500 kHz.
- En 1921 : 200 navires de pêche Français sont pourvus en radiotélégraphie morse.
- En 1922 : la station Ouessant TSF, FFU, traite tous les jours 200 radiotélégrammes.
- En 1927 : équipement de récepteur auto-alarme sur la fréquence 500 kHz, à bord des navires qui ne font pas la veille permanente.
- En 1975 : amorce de la baisse du trafic radiotélégraphique.
- En 1976 : la première opératrice radiotélégraphiste (YL) de station côtière prend sa fonction dans la station Le Conquet radio.
- En 1988 : toutes les écoles de radiotélégraphiste de la marine marchande sont fermées.
- En 1990 : la station Le Conquet radio FFU reçoit le centième appel de détresse SOS.
- En 1996 : la station Saint-Lys radio a cessé d'émettre en radiotélégraphie le 31 décembre 1996.
- En 1997 : le métier d'Officier radiotélégraphiste de la marine marchande disparaît. France Télécom arrête la radiotélégraphie ([4]).
- En 1999 : arrêt de la veille radiotélégraphique sur 500 kHz et sur la fréquence 8 364 kHz[5].
- Depuis 1999, une flotte de navire en liaisons radiotélégraphiques n’a plus d’interconnexion possible avec les stations SMDSM 1999 utilisé[6].

## Les stations de France Télécom étaient
- Boulogne radio FFB (1911 ; 1997)
- Le Conquet radio FFU (1952 ; 1997)
- Arcachon radio FFC (les dernières années radiopiloté par Le Conquet)
- Marseille radio FFM  (1919 ; 1997). (les dernières années radiopiloté par Boulogne)
- Saint-Lys radio  FFL et FFT (1952 ; 1996) en Ondes courtes entre 4 000 kHz à 27 500 kHz

## L'appel en bande hectométrique
La fréquence de 500 kHz (désignée aussi par sa longueur d'onde : 600 mètres est la fréquence internationale de détresse et d'appel en radiotélégraphie morse sur onde hectométrique pour les stations du service mobile maritime et aéronautique.
Cette bande de moyenne fréquence est comprise de 415 kHz à 535 kHz, avec une portée d'exploitation jusqu'à 1 000 km.

## L'appel en bande décamétrique
La Propagation en haute fréquence de la bande décamétrique ou Haute fréquence est utilisée pour les radiocommunications à grande distance avec le monde entier.
Les stations côtières étaient appelées directement sur la fréquence de travail en France : Saint-Lys radio FFL et FFT en Ondes courtes entre 4 000 kHz à 26 500 kHz

## 8364 kHz
Jusqu'au 1er février 1999, la fréquence 8 364 kHz était désignée pour être utilisée par les stations d'engin de sauvetage équipées pour émettre sur les fréquences des bandes comprises entre 4 000 kHz et 27 500 kHz et désirant établir avec les stations des services mobiles maritime et aéronautique des communications relatives aux opérations de recherche et de sauvetage.

## France Télécom ferme les émissions en radiotélégraphie morse
Jusqu'en 1997, France Télécom était la principale entreprise française travaillant en radiotélégraphie par le Code Morse.
Avis urgent aux navigateurs
- TTT TTT TTT de FFU FFU FFU
- TTT AVURNAV Brest NR 030 M 016 France
- Le 31 janvier 1997 à 2400z. France Telecom cessera n'importe quel trafic sur la fréquence 500 kHz.
- ar

Éternel silence
Le 31 janvier 1997 à 23 h 46 Temps universel coordonné
« 
cq cq cq de ffu ffu ffu 
	
f/cl down broadcast = 

this is our final cry on 500 khz before eternal silence stop 

nearly all the century round ffu has provided w/t svc at the tip of brittany stop  

thank you all for good kii good cooperation over decades and best wishes to those remaining on air stop 

good bye from all at brest le conquet radio stop  

silent key for ever stop 

adieu 31 01 1997 / 2348 gmt	b de ffu + + va. …
 »

## Période de silence radio duTemps universel coordonné

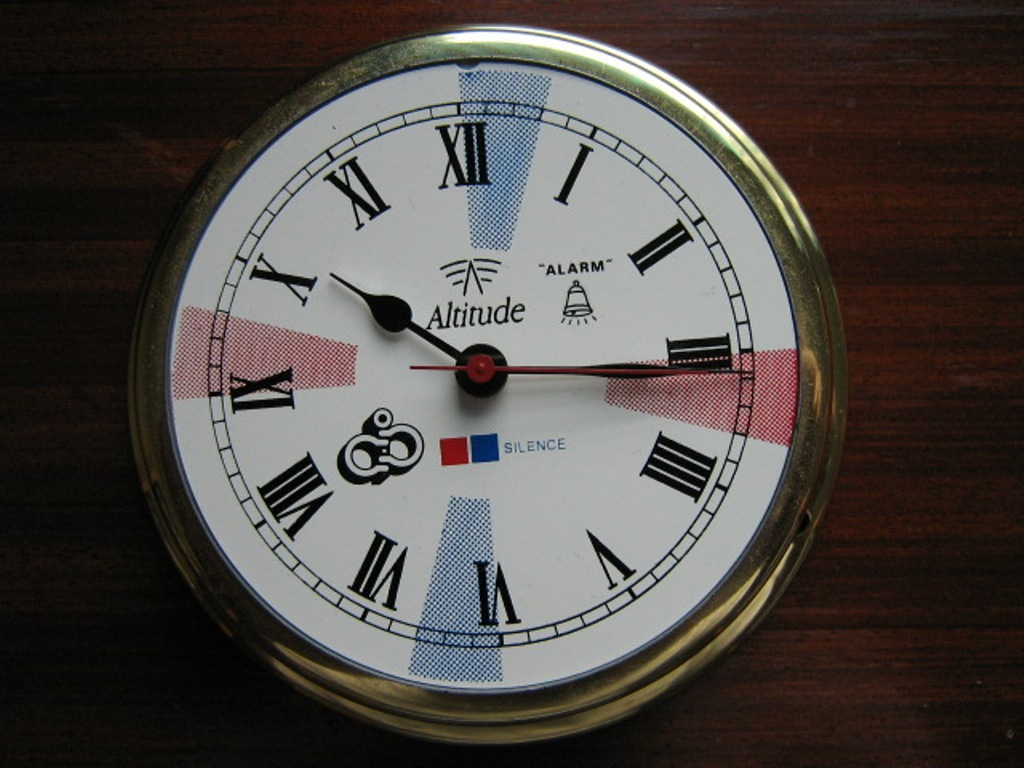
Pour la fréquence 500 kHz. En rouge les périodes de silence radio de 3 minutes en Temps universel coordonné. (En bleu pour la fréquence 2182 kHz)

- Dans les stations radios internationales, une montre marque l'heure du Temps universel coordonné comme référence.
- Sur la fréquence 500 kHz, les stations effectuent un silence radio de h + 15 à h + 18 et de h + 45 à h + 48. Ces périodes sont réservées à l’envoi des messages de détresse, pour les stations ayant du mal à « passer » pendant le trafic radio normal.
- Dans le monde, depuis 1999. Les émissions doivent cesser dans la bande comprise entre 495 kHz à 505 kHz durant la période de silence radio.
- Dans quelques pays appliquant toujours l'ancienne recommandation, les émissions doivent cesser dans une bande comprise entre 490 kHz à 510 kHz durant la période de silence radio.
- L’appel de routine, de sécurité et d’urgence est autorisé aux heures de h + 18 à h + 44 et de h + 48 à h + 14 avec un dégagement sur une fréquence de travail.
- Les radiocommunications pour la détresse sont libres sur la fréquence 500 kHz.

## Postes radiotélégraphiques en 1922

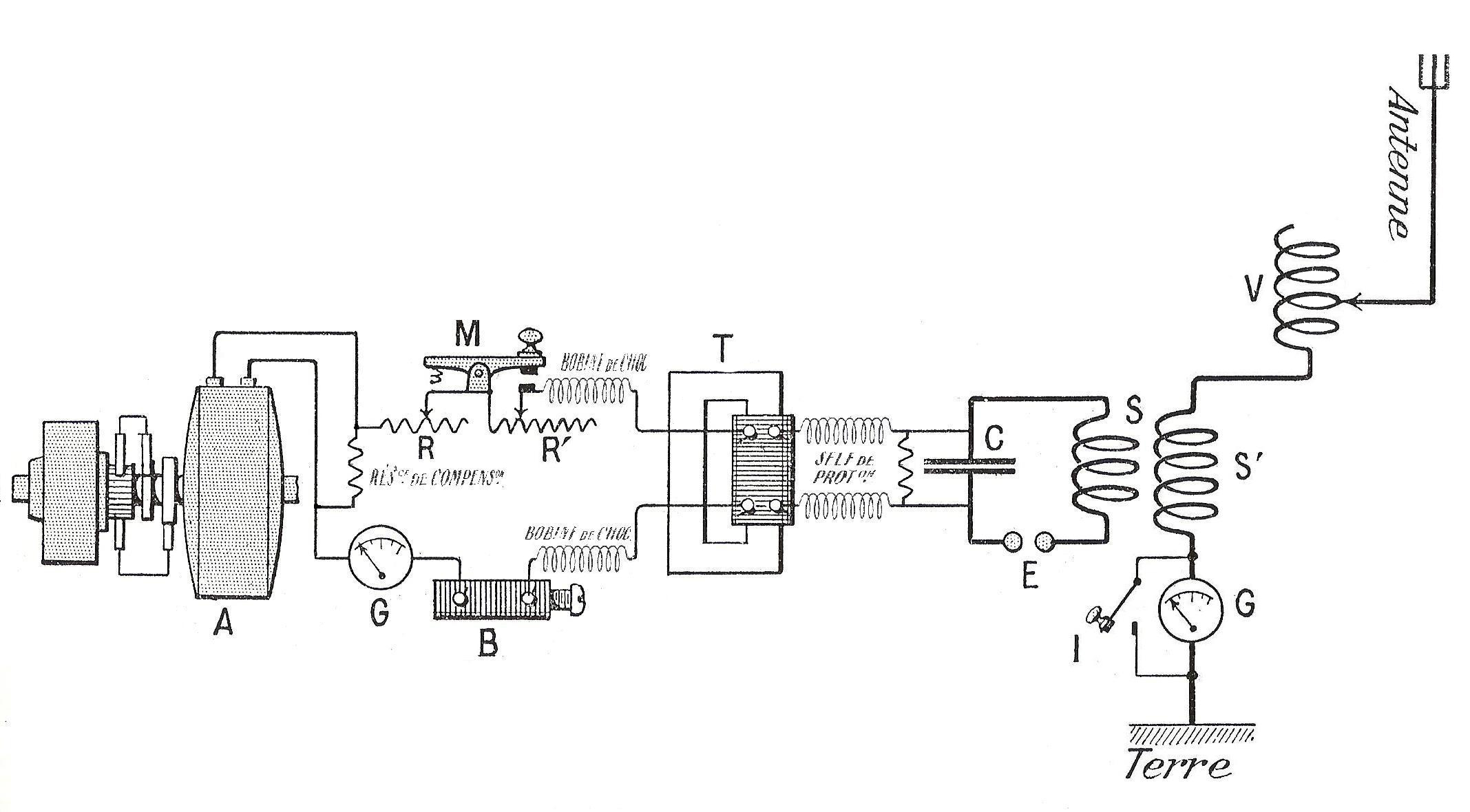
Schéma de principe d'un émetteur en ondes amorties.

Stations côtières françaises travaillant en ondes amorties sur la longueur d'onde de 600 mètres (500 kHz) et sur la longueur d'onde de 300 mètres (1 000 kHz) au 1er mars 1922 :
- Ajaccio Aspretto FUI.
- Barre de l’Adour FUW.
- Bonifacio TSF FFC.
- Bordeaux TSF FFX.
- Boulogne TSF FFB.
- Havre TSF FFH.
- Marseille TSF FFM.
- Mengam FUE.
- Nice TSF FFN.
- Ouessant TSF FFU.
- Rochefort-sur-Mer FUR.
- Saintes Maries TSF FFS.
- Toulon Croix des Signaux FUX.
- Toulon Mourillon FUT.
- Alger TSF FFA.
- Oran Aïn el-Turck FUK.
- Cabo Finisterre FAF (Espagne).
- Conakry FCO (Guinée).
- Dakar FDA (Sénégal).
- Port-Étienne FUT (Mauritanie).
- Rufisque FRU (Sénégal).
- Tabou FTA (Côte d’Ivoire).
- Cap Bon FFT (Tunisie).
- Loango FGO.
- Mutsamudu FLU.
- Diego Suarez FDG.
- Dzaoudzi FDO.
- Majunga FJA.

Autres :
- Anvers OSA.
- Ostende OST.

Maroc :
- Casablanca CNP.
- Mogador CNY.
- Tanger CNW.

## Correspondance publique sur 500 kHz en 2010 dans le Monde
Les pays suivants signalent pour l'année 2010, la présence de leurs stations côtières assurant un service de correspondance publique sur 500 kHz (maritime et aéronautique) avec leur flotte de navires.
- Arabie saoudite,
- Argentine,
- Azerbaïdjan,
- Cameroun,
- Chine,
- République du Congo,
- Djibouti,
- Érythrée,
- États-Unis,
- Indonésie,
- Italie,
- Irlande,
- Oman,
- Roumanie,
- Fédération de Russie,
- Samoa américaines,
- Seychelles.